# 赤松新右衛門
赤松 新右衛門（あかまつ しんうえもん、1841年（天保12年10月）- 1903年（明治36年）9月16日）は、明治の政治家。衆議院議員（2期）。

## 経歴
下総国豊田郡、のちの西豊田村（茨城県結城郡西豊田村、八千代村を経て現八千代町）出身。漢籍、書道を学ぶ。1868年（明治元年）下妻支庁に出仕したのち、茨城県会議員に転じる。1881年（明治14年）頃、郷里より抜擢され結城・豊田・岡田郡長に就任した。
1890年（明治23年）7月の第1回衆議院議員総選挙では茨城県第4区の森隆介の当選無効に伴う更正決定により当選した。のち第4回衆議院議員総選挙でも当選し衆議院議員を通算2期務めた。